# Kevin Walsh
Kevin Walsh (født 3. juli 1982 i Glostrup) er en dansk journalist, der siden 1. oktober 2023 har været ansvarshavende chefredaktør for Det Nordjyske Mediehus.
Kevin Walsh er student fra Albertslund Gymnasium i 2001 og efterfølgende kandidat i journalistik og socialvidenskab fra Roskilde Universitet i 2009.
Han har tidligere været journalistpraktikant på B.T., været digital redaktør samme sted, som digital redaktionschef på Berlingske og senest fra 2022 redaktionel udviklingschef i hele Berlingske Media.
Ved tiltrædelsen blev det fra både Det Nordjyske Mediehus' side og Kevin Walsh selv understreget, at han skal være med til at sikre, at Det Nordjyske Mediehus opruster sin digitale forretning. I februar 2024 offentliggjorde mediehuset, at det fra senest 2027 dropper papiravisen og e-avisen. Meldingen kom i kølvandet på, at man i januar meldte ud, at løssalget af papiravisen er indstillet.